# Futebol Clube do Porto B
O Futebol Clube do Porto é um clube desportivo da cidade do Porto, Portugal, onde se praticam diversas modalidades. O presente artigo é sobre a sua equipa B de futebol, que joga na Segunda Liga, o segundo escalão da modalidade em Portugal.

## História
O Futebol Clube do Porto B é a segunda equipa de futebol portista, tendo sido fundada em 1999 e dissolvida em 2006, sendo novamente reiniciada em 2012. Nesse mesmo ano, foi determinado que as seis melhores equipas classificadas na Primeira Liga da época anterior poderiam inscrever as suas equipas "B" podem entrar diretamente para a Segunda Liga. A equipa "B" do FC Porto não pode disputar a Taça de Portugal ou a Taça da Liga, nem pode subir à Primeira Liga. Além disso, tem de incluir nas respetivas fichas de jogo pelo menos dez jogadores formados no clube, com idades entre os 15 e os 21 anos de idade, e que tenham sido inscritos na Federação há três épocas desportivas.

## Plantel
Atualizado em 5 de fevereiro de 2025

## Palmarés
| Competições Internacionais | Competições Internacionais       | Competições Internacionais | Competições Internacionais    |
|                            | Competição                       | Venceu                     | Épocas                        |
| -------------------------- | -------------------------------- | -------------------------- | ----------------------------- |
|                            | Premier League International Cup | 2                          | 2016–17 e 2017–18             |
| Competições Nacionais      |                                  |                            |                               |
|                            | Competição                       | Venceu                     | Épocas                        |
|                            | Segunda Liga                     | 1                          | 2015–16                       |
|                            | Total de troféus                 | 3                          | 2 Internacionais e 1 Nacional |

## Equipas de formação
Para além da equipa B, o FC Porto possui equipas nos escalões Sub-19, Sub-17, Sub-16, Sub-15 e Sub-14 de formação do futebol português, com o objetivo de promover o desenvolvimento de jovens atletas. Também com esse intuito foi criada, em 2008, a Dragon Force. Este projeto conta com várias escolas, não só no futebol com também noutras modalidades presentes no clube, espalhadas pelo país e pelo mundo, sendo responsável pela formação de rapazes e raparigas dos 4 aos 14 anos de idade. Segundo o próprio clube, cerca de 33% dos jovens presentes nas suas camadas de formação provém do projeto Dragon Force.
Através da equipa sub-19, o FC Porto tornou-se no primeiro clube português a conquistar a UEFA Youth League, em 2018/19, principal competição europeia para equipas de formação.

### Palmarés
| Competições Internacionais | Competições Internacionais    | Competições Internacionais | Competições Internacionais |
|                            | Competição                    | Venceu                     | Épocas |
| -------------------------- | ----------------------------- | -------------------------- | --- |
|                            | Blue Stars/FIFA Youth Cup     | 1                          | 2011 |
|                            | Liga Jovem                    | 1                          | 2018–19 |
| Competições Nacionais      |                               |                            | |
|                            | Competição                    | Venceu                     | Épocas |
|                            | Campeonato Nacional Juniores  | 23                         | 1952–53, 1963–64, 1965–66, 1968–69, 1970–71, 1972–73, 1978–79, 1979–80, 1980–81, 1981–82, 1983–84, 1985–86, 1986–87, 1989–90, 1992–93, 1993–94, 1997–98, 2000–01, 2006–07, 2010–11, 2014–15, 2015–16 e 2018–19 |
|                            | Campeonato Nacional Juvenis   | 20                         | 1965–66, 1969–70, 1970–71, 1971–72, 1972–73, 1976–77, 1978–79, 1979–80, 1981–82, 1984–85, 1985–86, 1987–88, 1988–89, 1994–95, 1997–98, 2001–02, 2002–03, 2008–09, 2009–10 e 2011–12                            |
|                            | Campeonato Nacional Iniciados | 14                         | 1974–75, 1976–77, 1977–78, 1979–80, 1980–81, 1985–86, 1989–90, 1996–97, 1997–98, 1999–00, 2001–02, 2004–05, 2006–07 e 2010–11                                                                                  |
|                            | Campeonato Nacional Infantis  | 2                          | 1987–88 e 1992–93 |
|                            | Total de troféus              | 61                         | 2 Internacionais e 59 Nacionais |